# Огон

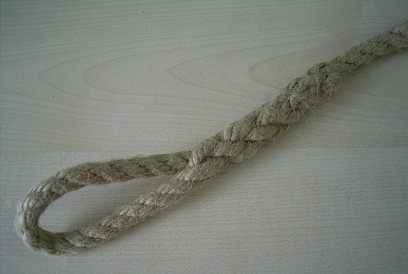
Огон на прядив'яному тросі.

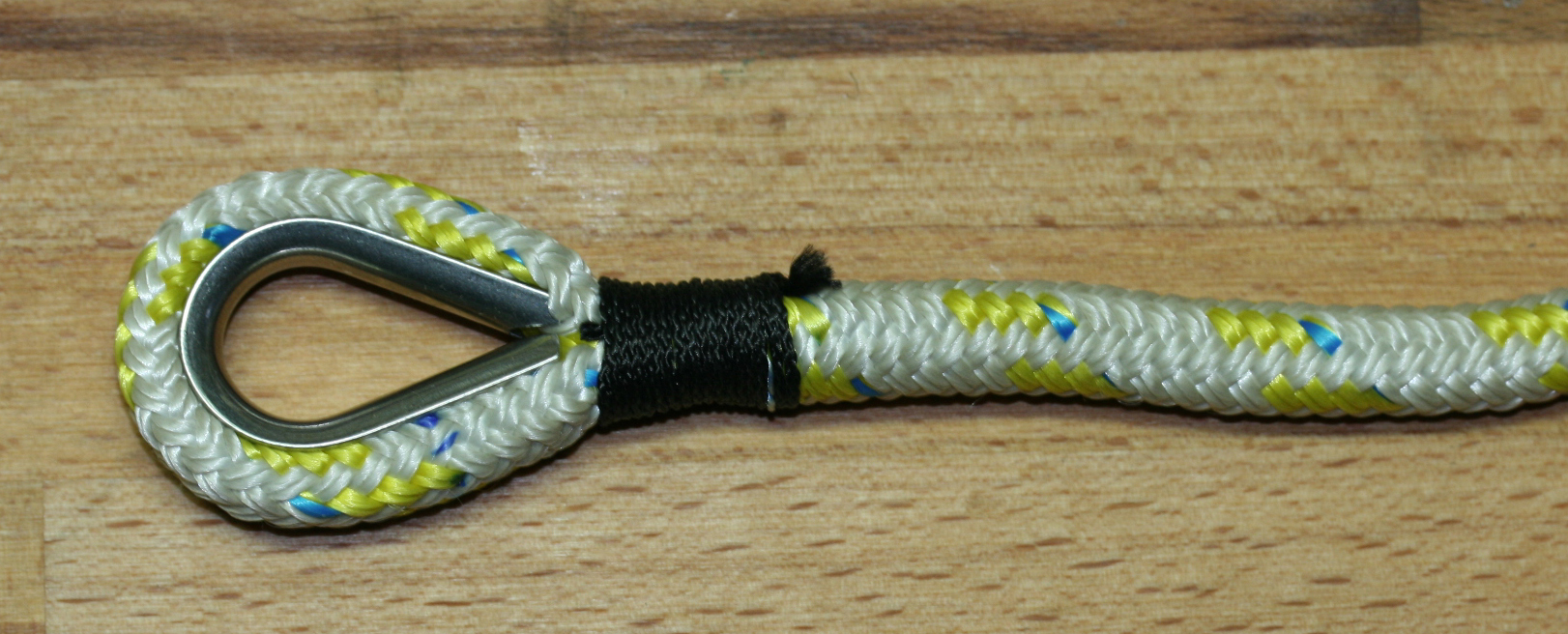
Огон з коушем.

Ого́н, раніше о́гон (нід. oogen — «очі») — постійна петля на тросі, утворена шляхом переплетення його сталок аналогічно сплесеню. Також огоном називають кільце з троса, зроблене на його середині або кінці.
Огони застосовуються переважно в морській справі. Через огони можуть протягуватися сполучні скоби при з'єднанні двох тросів тощо.
Розрізняються кілька різновидів огона, у тому числі:
- Простий огон. На кінець троса накладається тимчасова марка, після чого його розпускають на сталки, на кінцях яких також ставляться позначки. Потім його укладають у вигляді петлі необхідних розмірів, а кожну з решти сталок пробивають під відповідну сталку нерозпущеної частини троса[3].
- Огон з коушем. Виконується так само, як і простий огон, але до троса переплітається ще й коуш. Він оберігає трос від крутих вигинів, збільшуючи його термін служби[4].
- Розрубний огон. На кінцях двох тросів розпускаються сталки, кожна з них маркується. Потім сталки одного з тросів вплітають в інший трос, і навпаки. Виконується не менше трьох пробивань[5].
- Підковоподібний огон. Трос згинається в потрібному місці, і на деякій відстані від місця згину, в обидві «гілки» вплітаються сталки невеликої частини троса тієї ж товщини. Зазвичай робляться три пробивання[6].
- Голландський огон. З троса виводять одну з його сталок, причому її довжина повинна бути трохи більше довжини в окружності огона; ще дві сталки троса укладають у вигляді петлі так, щоб їх кінці перехрещували його. Вільна сталка вводиться на своє місце назустріч іншим сталкам. Кінці на всіх сталках розпускаються на каболки й укладаються уздовж троса[7].

Послідовність плетення огона
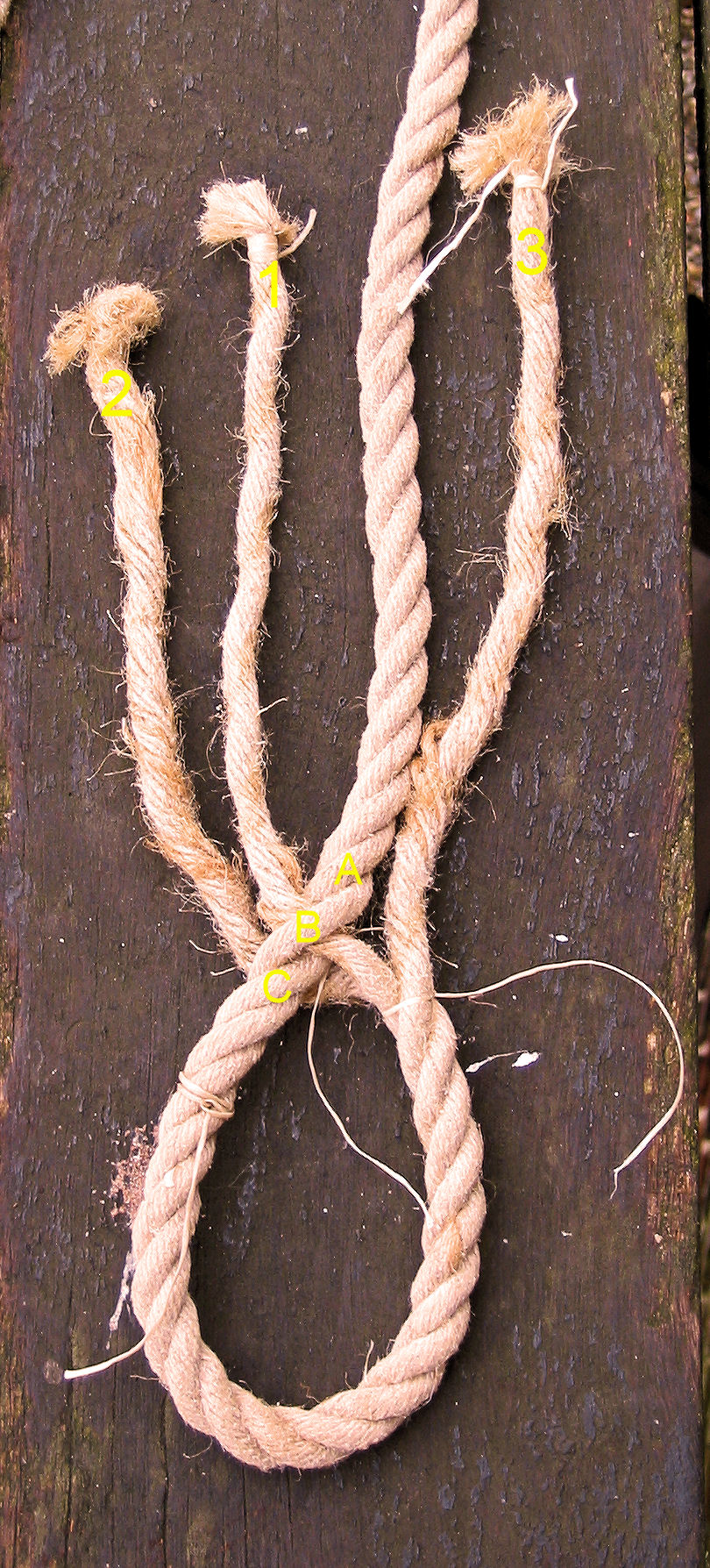
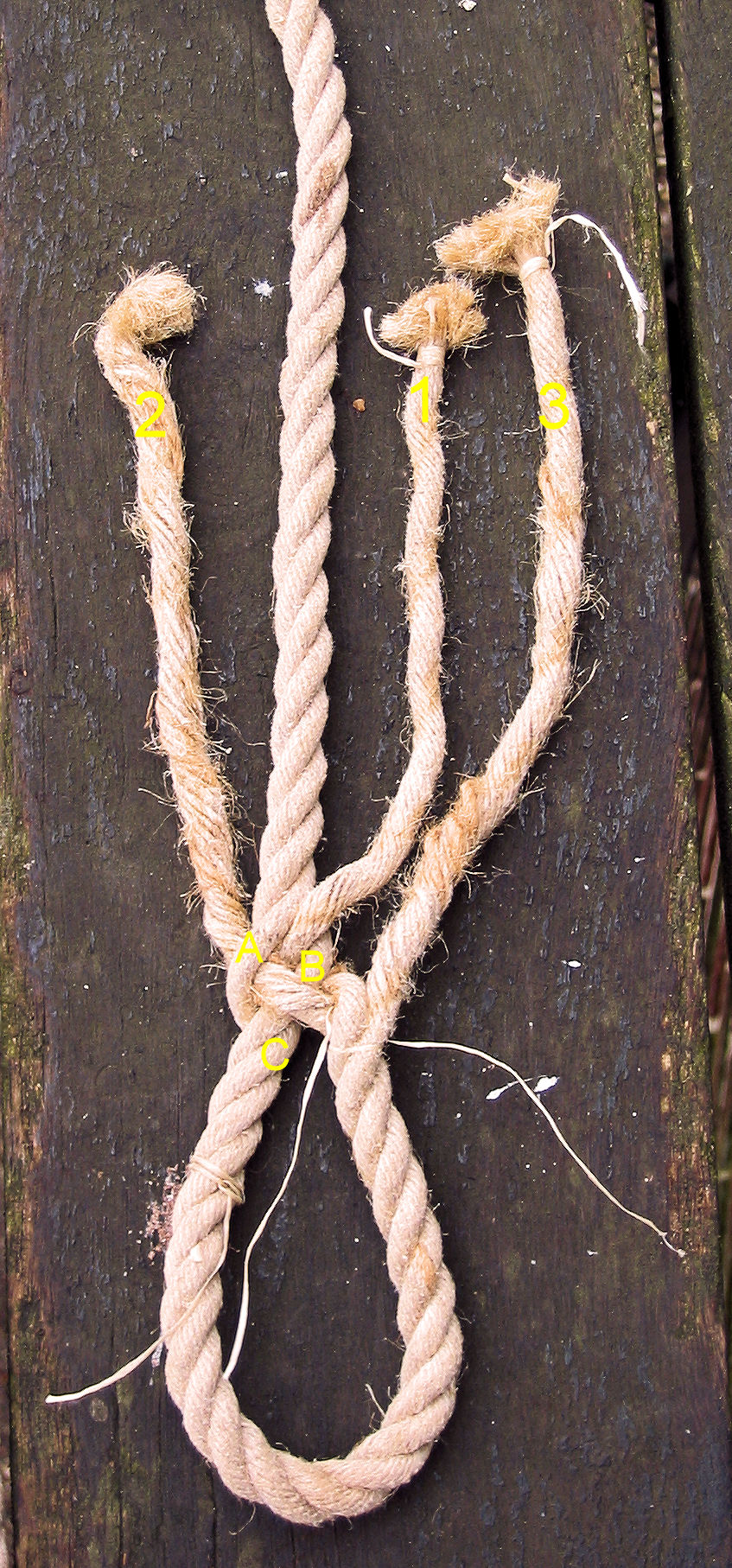
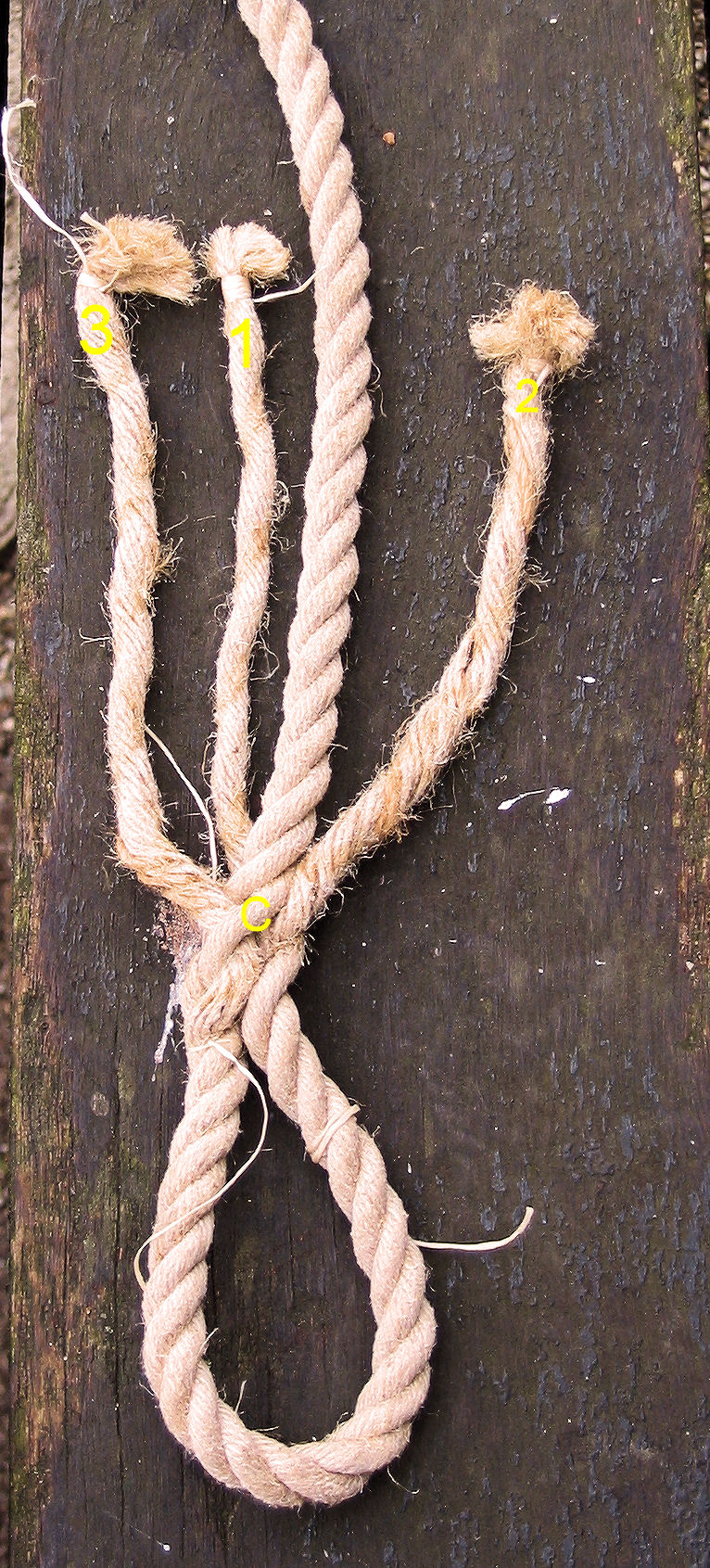
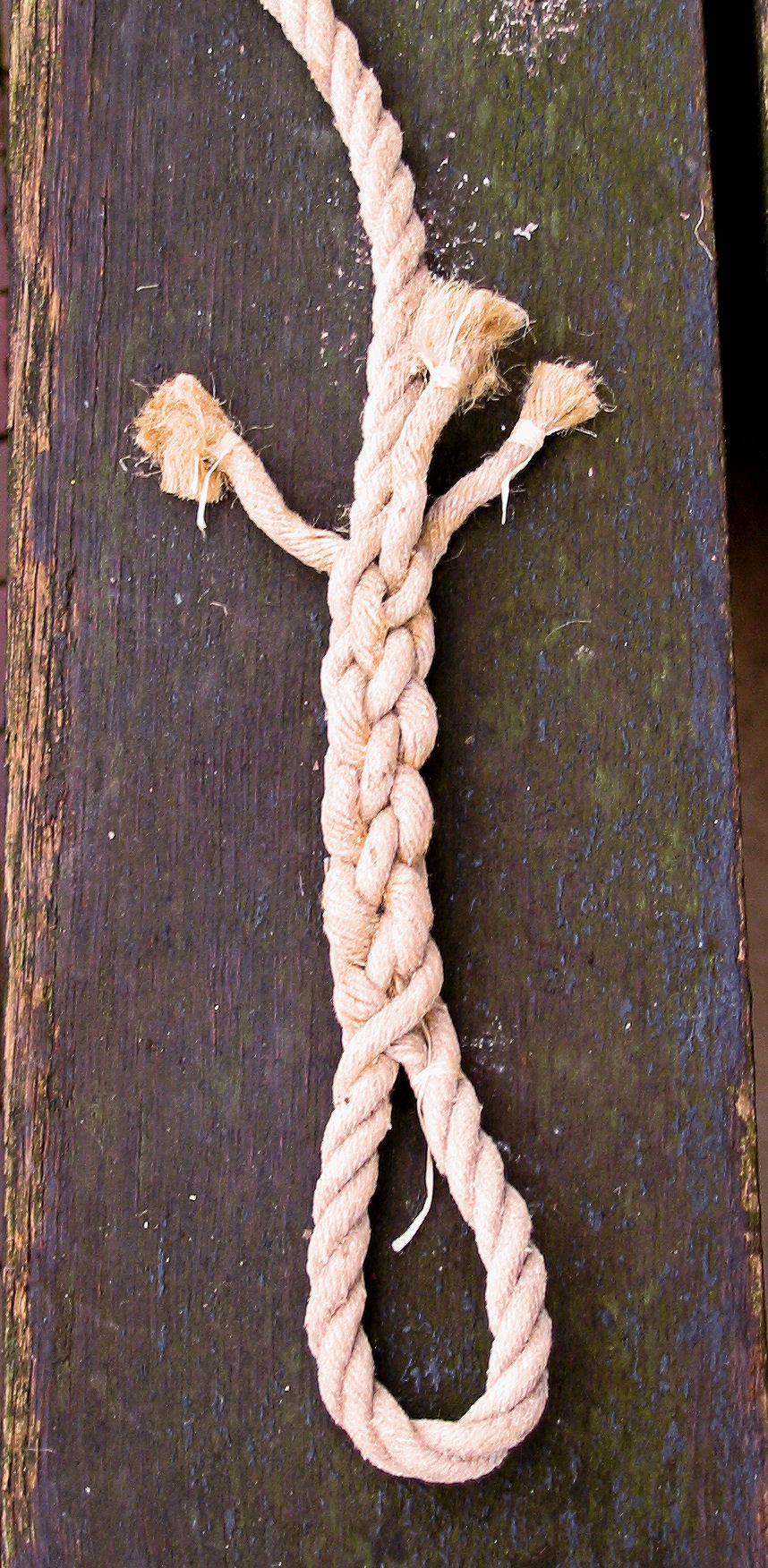